# الاتحاد الدولي للبادل
الاتحاد الدولي للبادل (FIP) هو الهيئة الحاكمة العالمية لرياضة البادل سريعة النمو. تأسس الاتحاد الدولي للبادل عام 1991 في مدريد على يد ممثلين من اتحادات البادل الأرجنتينية والإسبانية والأوروغوايانية، وهو منظمة غير ربحية مكرسة لترويج البادل في جميع أنحاء العالم.
ومن أهم مسؤولياتها تنظيم بطولة العالم للبادل للاعبين واللاعبات. لقد لعب الاتحاد الدولي للبادل في الآونة الأخيرة دورًا أكثر بروزًا في مجال البادل الاحترافي. في عام 2022، دخل الاتحاد الدولي للاستثمار في شراكة استراتيجية مع شركة قطر للاستثمارات الرياضية (QSI)، وهو صندوق استثماري قطري معروف بملكيته لنادي باريس سان جيرمان لكرة القدم. هدف هذا التعاون إلى إطلاق دائرة احترافية جديدة تسمى بريميير بادل، والتي يحكمها الاتحاد الدولي للبادل.
وفي أعقاب هذه الشراكة، استحوذت شركة قطر للاستثمارات الرياضية على بطولة جولة البادل العالمية (WPT) في عام 2023. وبالتالي، لن يكون الاتحاد العالمي للبادل موجودًا ككيان منفصل، وسيتم دمج لاعبيه وبطولاته في دائرة البادل الممتازة الموحدة التي يشرف عليها الاتحاد الدولي للبادل.

## الرؤساء
- 1991-1993 خوليو أليجريا أرتياخ (إسبانيا)
- 1993-1996 ديوجينيس دي أوركيزا أنكورينا (الأرجنتين)
- 1996–2000 ديوجينيس دي أوركيزا أنكورينا (الأرجنتين)
- 2003–2006 إدواردو جونجورا بينيتيز دي لوغو (إسبانيا)
- 2006-2008 أديلسون هيلاريو دالاجنول (البرازيل)
- 2008-2012 أديلسون هيلاريو دالاجنول (البرازيل)
- 2012–2016 دانييل أليخاندرو باتي (إيطاليا)
- 2016–2018 دانييل أليخاندرو باتي (إيطاليا)
- 2018 – حتى الآن لويجي كارارو (إيطاليا)

## الشركات التابعة
- جمعية الأصدقاء باديل أوروغواي
- الرابطة الرياضية الوطنية لباديل دي غواتيمالا
- جمعية البادل الأرجنتينية
- الاتحاد الاسترالي للبادل
- الكونفدرالية البرازيلية لباديل
- رابطة البادل الكرواتية
- مجموعة البادل الدنماركية

- رابطة البادل الألمانية
- الاتحاد البلجيكي للبادل
- اتحاد باديل دي تشيلي
- الاتحاد الإسباني لباديل
- الاتحاد الفرنسي للتنس
- الاتحاد الإيطالي للتنس والباديل
- الاتحاد المكسيكي لباديل
- اتحاد البادل موناكو
- اتحاد باراغواي دي باديل
- الاتحاد البرتغالي لباديل
- اتحاد الدومينيكان دي باديل
- اتحاد البادل الليتواني
- بادل بوند الهولندي
- رابطة البادل النمساوية
- رابطة البادل الكندية
- رابطة البادل الفلبينية
- اتحاد البادل الليتواني
- الاتحاد الهندي للبادل
- بيركومبولان بيسار باديل إندونيسيا (PBPI)
- رابطة البادل السويسرية
- اتحاد البادل السويدي
- اتحاد البادل بالمملكة المتحدة
- رابطة البادل الأمريكية
- جمعية البادل الإماراتية

## الدول الأعضاء
وفقًا للموقع الرسمي للاتحاد الدولي للبادل، هذه هي اتحادات البادل الحالية الموجودة:

### أوروبا
- ألبانيا
- أرمينيا
- النمسا
- أذربيجان
- بلجيكا
- بلغاريا
- كرواتيا
- جمهورية التشيك
- الدنمارك
- إستونيا
- فنلندا
- فرنسا
- جورجيا
- ألمانيا
- بريطانيا العظمى
- جورجيا
- اليونان
- المجر
- جمهورية أيرلندا
- إسرائيل
- إيطاليا
- كوسوفو
- ليتوانيا
- لوكسمبورغ
- مالطا
- مولدوفا
- موناكو
- الجبل الأسود
- هولندا
- النرويج
- بولندا
- البرتغال
- روسيا
- سان مارينو
- سلوفاكيا
- سلوفينيا
- إسبانيا
- السويد
- سويسرا
- تركيا
- أوكرانيا
- الفاتيكان

### أفريقيا
- ساحل العاج
- الجزائر
- مصر
- غانا
- كينيا
- موريتانيا
- المغرب
- السنغال
- تونس

### آسيا
- البحرين
- الصين
- إندونيسيا
- إيران
- اليابان
- كازاخستان
- الكويت
- لبنان
- جزر المالديف
- منغوليا
- عُمان
- الفلبين
- قطر
- السعودية
- كوريا الجنوبية
- تايلاند
- الإمارات العربية المتحدة

### الأمريكتين
- الأرجنتين
- البرازيل
- كندا
- تشيلي
- الإكوادور
- السلفادور
- غواتيمالا
- المكسيك
- باراغواي
- الأوروغواي
- الولايات المتحدة
- فنزويلا

### أوقيانوسيا
- أستراليا
- نيوزيلندا

## الأحداث
- بطولة العالم للبادل
- تقويم الاتحاد الدولي للبادل لعام 2024
- جولة كوبرا فيب
- بريميير بادل
- بطولة الاتحاد الأوروبي للبادل الأوروبية للبادل جونيورز
- بطولة الاتحاد الأوروبي للبادل لكبار السن
- كأس أبطال أوروبا لكرة القدم
- البادل في الألعاب الأوروبية 2023
- بطولة البادل الآسيوية منذ عام 2015 (لجنة آسيا والمحيط الهادئ - الاتحاد الدولي للبادل FIP)
- تصفيات كأس العالم للبادل في آسيا وأفريقيا
- بطولة عموم أمريكا

## روابط خارجية
- الاتحاد الدولي للبادل